# Jaderná elektrárna Torness
Jaderná elektrárna Torness je jaderná elektrárna, nacházející se 50 km východně od Edinburghu na lokalitě Torness Point u Dunbaru ve Skotsku ve Spojené království.

## Historie a technické informace
Elektrárna Torness se skládá ze dvou plynem chlazených reaktorů typu AGR (pokročilý plynem chlazený reaktor) o čistém výkonu 595 a 605 MW. Palivem je obohacený uran, moderátorem pak grafit. Elektrárnu provozuje EDF Energy, dříve British Energy. Jejím dodavatelem byl a je National Nuclear Co.
Proti výstavbě jaderné elektrárny Torness se setkala široká veřejnost. Různé kampaňové skupiny se sešly, aby zdůraznily environmentální problémy jaderných elektráren. V květnu 1978 protestovalo 4000 lidí z Dunbaru, aby obsadili místo Torness. Mnoho z nich podepsalo prohlášení, že „podniknou všechny nenásilné kroky nezbytné k zabránění výstavby jaderné elektrárny Torness“.

## Informace o reaktorech
| Reaktor   | Typ reaktoru | Výkon [MW] | Výkon [MW] | Výkon [MW] | Zahájení stavby | Uvedení do provozu | Připojení k síti | Uvedení do provozu | Uzavření |
| Reaktor   | Typ reaktoru | Tepelný    | Hrubý      | Čistý      | Zahájení stavby | Uvedení do provozu | Připojení k síti | Uvedení do provozu | Uzavření |
| --------- | ------------ | ---------- | ---------- | ---------- | --------------- | ------------------ | ---------------- | ------------------ | -------- |
| Torness-1 | GCR/AGR      | 1623       | 682        | 595        | 1. srpna 1980   | 25. března 1988    | 25. května 1988  | 25. května 1988    |          |
| Torness-2 | GCR/AGR      | 1623       | 682        | 605        | 1. srpna 1980   | 23. prosince 1988  | 3. února 1989    | 3. února 1989      |          |

## Incidenty
- V listopadu 1999 (incident nesouvisející z technologií elektrárny) - došlo k pádu letadla do moře cca moře 1 km od elektrárny. Ministerstvo obrany ocenilo odvahu posádky.
- V květnu 2002 selhalo oběhové plynové čerpadlo. Důvodem byla nedetekovaná únavová trhlina. V srpnu jiné oběhové čerpadlo na druhém reaktoru bylo z důvodu detekce nárůstu vibrací okamžitě odstavené operátorem. Okamžité odstavení zabránilo škodám - demontáž odhalila únavovou trhlinu v obdobném místě jako v prvním případě.
- V srpnu 2005 byly česle v systému přívodu chladicí mořské vody úplně ucpány mořskými řasami. Byly aktivovány na tuto situaci předem připravené plány, součástí bylo odstavení obou reaktorů.
- V červnu 2011 byly oba reaktory ručně odstaveny z důvodu sníženého průtoku mořské vody po ucpání přívodů vody velkým množstvím medúz.